# Amit Singh Bakshi
Amit Singh Bakshi (1925. szeptember 17. – Dvárka, Delhi, 2024. június 22.) olimpiai bajnok indiai gyeplabdázó, atléta, rövidtávfutó.

## Pályafutása
Az 1951-es Ázsia-játékokon 4 × 400 m váltóban arany-, 400 m síkfutásban ezüstérmet szerzett.
Az indiai válogatott tagjaként olimpiai bajnok lett az 1956-os melbourne-i olimpián, ahol egy mérkőzésen szerepelt.

## Sikerei, díjai
- Olimpiai játékok
  - aranyérmes: 1956, Melbourne